# 蕀莓蚜
蕀莓蚜（学名：Microlophium rubiformosanum）为常蚜科蕀莓蚜屬下的一个种。